# Behaim (månkrater)
Behaim är en nedslagskrater på månen, söder om Ansgarius kratern, på månens framsida nära den östliga randen. Behaim har fått sitt namn efter astronomen Martin Behaim.

## Satellitkratrar
| Behaim | Latitud | Longitud | Diameter |
| ------ | ------- | -------- | -------- |
| B      | 16.1° S | 76.8° Ö  | 24 km    |
| BA     | 16.4° S | 76.0° Ö  | 14 km    |
| C      | 16.7° S | 77.8° Ö  | 13 km    |
| N      | 16.1° S | 73.5° Ö  | 9 km     |
| S      | 16.6° S | 81.4° Ö  | 25 km    |
| T      | 16.1° S | 81.3° Ö  | 11 km    |